# Cœur d’Essonne Agglomération
Die Cœur d’Essonne Agglomération ist ein französischer Gemeindeverband mit der Rechtsform einer Communauté d’agglomération im Département Essonne in der Region Île-de-France. Der Gemeindeverband wurde mit Wirkung vom 1. Januar 2016 gegründet und umfasst 21 Gemeinden. Der Verwaltungssitz befindet sich im Ort Sainte-Geneviève-des-Bois.

## Historische Entwicklung
Der Gemeindeverband entstand mit Wirkung vom 1. Januar 2016 aus der Fusion der Vorgängerorganisationen 
- Communauté d’agglomération du Val d’Orge und
- Communauté de communes de l’Arpajonnais,

von der jedoch 3 Gemeinden zur Communauté de communes Entre Juine et Renarde wechselten.

## Mitgliedsgemeinden
| Gemeinde                     | Einwohner 1. Januar 2022 | Fläche km² | Dichte Einw./km² | Code INSEE | Postleitzahl |
| ---------------------------- | ------------------------ | ---------- | ---------------- | ---------- | ------------ |
| Arpajon                      | 11.503                   | 2,40       | 4.793            | 91021      | 91290        |
| Avrainville                  | 1.045                    | 9,14       | 114              | 91041      | 91630        |
| Brétigny-sur-Orge            | 26.658                   | 14,56      | 1.831            | 91103      | 91220        |
| Breuillet                    | 9.023                    | 6,69       | 1.349            | 91105      | 91650        |
| Bruyères-le-Châtel           | 3.738                    | 12,90      | 290              | 91115      | 91680        |
| Cheptainville                | 2.212                    | 7,15       | 309              | 91156      | 91630        |
| Égly                         | 7.078                    | 3,95       | 1.792            | 91207      | 91520        |
| Fleury-Mérogis               | 13.816                   | 6,51       | 2.122            | 91235      | 91700        |
| Guibeville                   | 929                      | 2,61       | 356              | 91292      | 91630        |
| La Norville                  | 4.308                    | 4,52       | 953              | 91457      | 91290        |
| Le Plessis-Pâté              | 4.107                    | 7,58       | 542              | 91494      | 91220        |
| Leuville-sur-Orge            | 4.307                    | 2,49       | 1.730            | 91333      | 91310        |
| Longpont-sur-Orge            | 6.456                    | 5,05       | 1.278            | 91347      | 91310        |
| Marolles-en-Hurepoix         | 5.688                    | 6,47       | 879              | 91376      | 91630        |
| Morsang-sur-Orge             | 21.161                   | 4,39       | 4.820            | 91434      | 91390        |
| Ollainville                  | 5.361                    | 11,33      | 473              | 91461      | 91340        |
| Saint-Germain-lès-Arpajon    | 11.577                   | 6,31       | 1.835            | 91552      | 91180        |
| Saint-Michel-sur-Orge        | 21.536                   | 5,29       | 4.071            | 91570      | 91240        |
| Sainte-Geneviève-des-Bois    | 35.714                   | 9,27       | 3.853            | 91549      | 91700        |
| Villemoisson-sur-Orge        | 7.226                    | 2,31       | 3.128            | 91667      | 91360        |
| Villiers-sur-Orge            | 4.576                    | 1,78       | 2.571            | 91685      | 91700        |
| Cœur d’Essonne Agglomération | 208.019                  | 132,70     | 1.568            | –          | –            |